# Träblåsinstrument

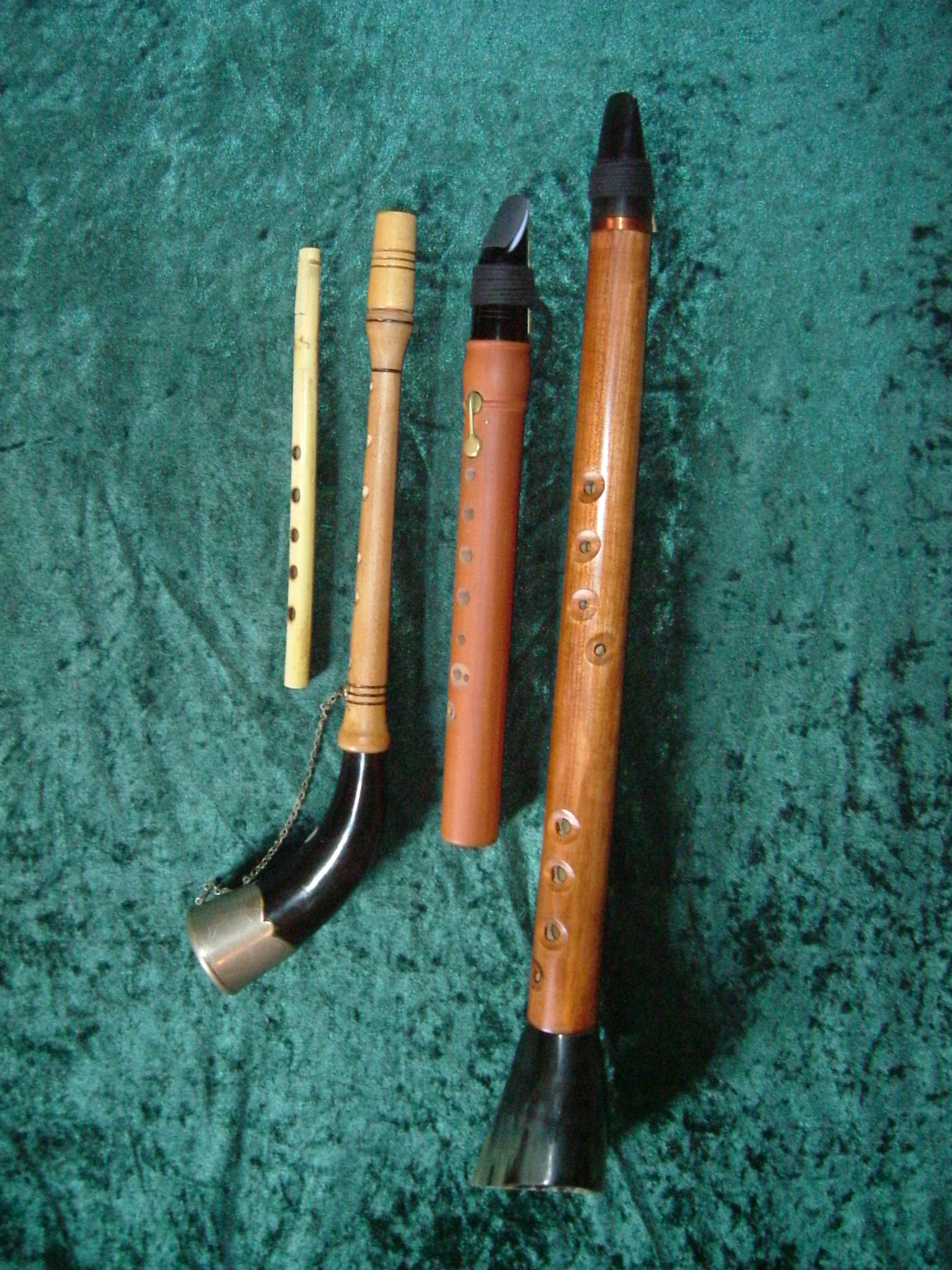
Ett urval av träblåsinstrument. Från vänster: mandoura, rischok, chalumeau, birbyne (replika).

Träblåsinstrument är en grupp musikinstrument bland blåsinstrumenten som vanligen är gjorda av trä (men metall förekommer). Träblåsinstrumenten skiljs från bleckblåsinstrument genom att ljudet i de senare produceras genom vibrationer i läpparna som förstärks i instrumentet. Träblåsinstrumenten kan indelas i två grupper beroende på hur ljudet uppstår och dessa grupper är rörbladsinstrument samt flöjter. Hos rörbladsinstrument uppstår ljudet genom en eller flera vibrerande tungor och det finns två typer av munstycken, vilket antingen har ett enkelt eller dubbelt s.k. rörbladsmunstycke. En flöjt har inte denna uppbyggnad, utan luften sätts i svängning genom att den inblåsta luften slår i en skarp kant. Saxofon är ett träblåsinstrument trots att den är tillverkad av mässing eftersom instrumentet har ett rörblad.
- Flöjtinstrument
  - Tvärflöjt som också kan räknas till gruppen labialinstrumenten där orgel också ingår, labialinstrumenten kännetecknas av att tonen frambringas av att en luftpelare sätts i svängning och tonhöjden bestäms av luftpelarens längd.
  - Blockflöjt
  - Spilåpipa
  - Härjedalspipa
  - Piccolaflöjt
- Enkelrör
  - Saxofon
  - Klarinett
  - vissa säckpipor bland annat svensk säckpipa
- Dubbelrör
  - Oboe
  - Fagott
  - Engelskt horn
  - vissa säckpipor bland annat Great Highland Pipe
  - Krumhorn
  - Zurla

## Användningsområde
Träblåssektionen är en viktig del i symfoniorkestern men kan också hittas i kammarorkestrar. I orkestrar är dock saxofonen ovanlig. För övrigt är tvärflöjt, klarinett och saxofon utmärkta soloinstrument. Saxofonen hittas ofta i jazzorkestrar och i storband. Fagotten som mest används i samband med orkestrar fungerade när den skapades som basinstrument inom träblåset, men med wienklassicismens intåg fick den mer solistiska uppgifter.